# 甲基环丁烷
甲基环丁烷是一种有机化合物，化学式为C4H7CH3，是环丁烷的单甲基衍生物，常温常压下为易挥发液体，沸点36.3℃，可用作有机溶剂，有毒性。